# 컨솔리데이티드 B-24 리버레이터
컨살러데이티드 B-24 리버레이터(Consolidated B-24 Liberator)는 제2차 세계 대전 시의 미국 육군 항공대의 주력 대형 폭격기였다. 미국의 항공기 제작사 콘솔리데이티드 사에서 개발·제조하였다. 애칭은 「해방자」라는 의미의 리버레이터(Liberator)이다. 미국 해군에서도 PB4Y-1라는 이름으로 초계 임무에 이용되었다.

## 개발의 경위
개발 경위는 1938년에 미국 육군 항공대가 콘솔리데이티드에 B-17의 라이선스 제조를 의뢰했을 때에, 그것을 거절하고 독자적인 4발 대형 폭격기의 개발을 역제안해, 신형기를 단기간 동안 개발한 일로부터 시작되어 있다.
콘솔리데이티드는 사내에서 검토하고 있던 모델 31안을 토대로 모델 32안을 작성했다. 이것이 미육군 항공대에게 받아들여져 1939년 2월에 미육군 항공대는 시작형인 XB-24를 1기 발주했다. 계속해서 1939년 4월에 시험 제작기인 YB-24를 7기, 1939년 8월에 양산형인 B-24A를 38기 발주했다. 첫비행까지 시간은 그다지 많이 걸리지 않고 1939년 12월 29일에 성공했다. 그러나 속도가 440 km/h까지 나오지 않았기 때문에, 터보차저 장착형인 XB-24B로 개조되었다. 계속해서 양산형인 YB-24 및 거의 동등의 B-24A가 생산되었지만, 이러한 초기 생산형들은 영국에 보내져 LB-30 A/LB-30 B(리버레이터 I/리버레이터 II)라는 이름으로 초계 임무에 투입되었다.
그 후, 미국 육군 항공대 전용으로 생산이 개시되었다. 당초에는 수송기로서 사용되었지만, 1941년 12월에 터보차저 부착형 폭격기 B-24C를 9기 인도했고, 다음 해 1942년 1월에 본격 양산형이 되는 B-24D가 등장한다.

## 기술적 특징
기체의 특징으로서는, 그동안 비행정을 주로 개발하던 콘솔리데이티드 사에 의해서 굵은 모양의 동체를 가지고 있다. 주 날개는 고익배치로 데이비스날개로 불리는 홀쪽한 직선날개이다. 쌍수직꼬리이며 수평꼬리의 끝에 수직꼬리가 장착되었다.

## 활약

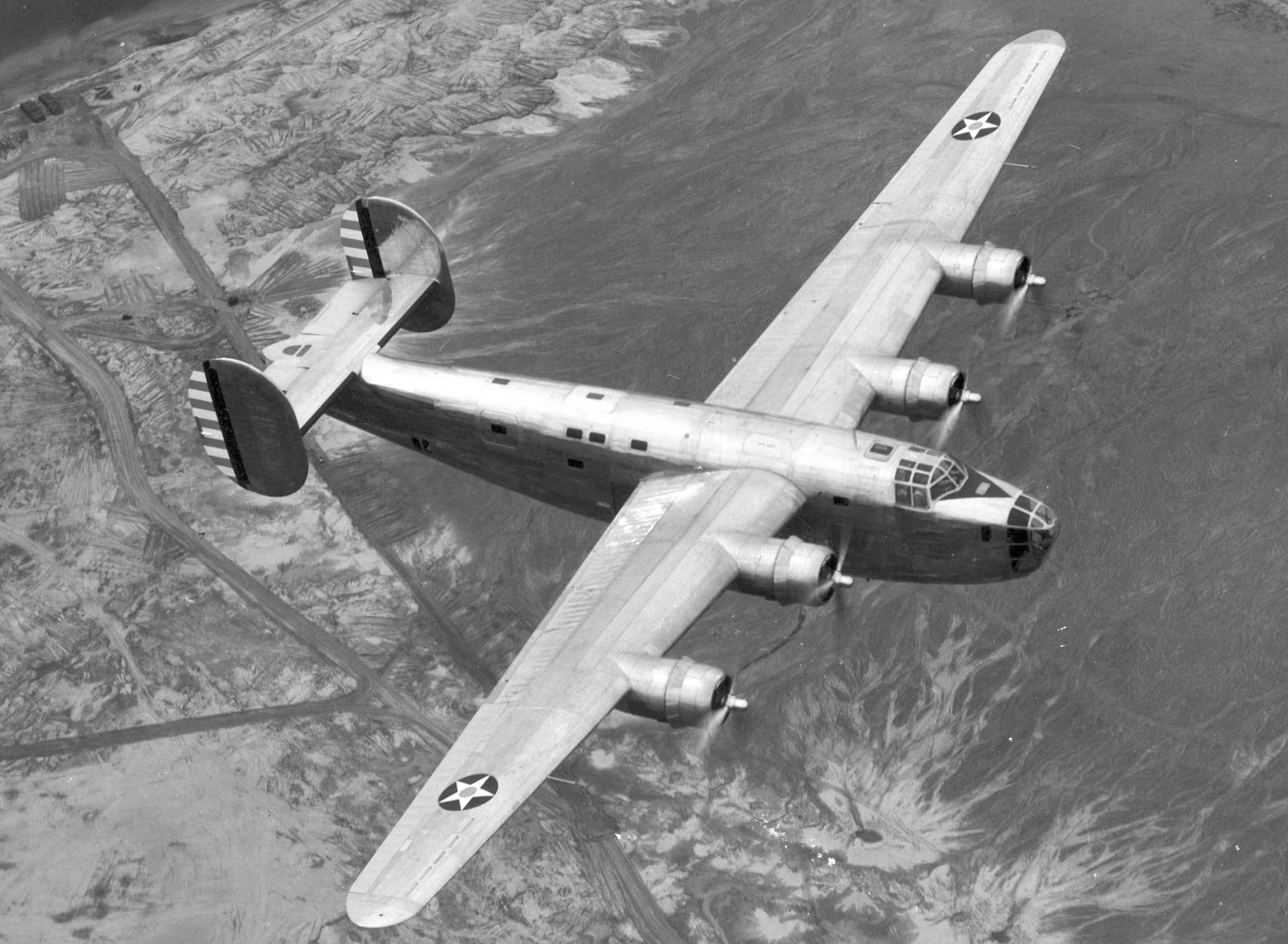
비행중인 XB-24

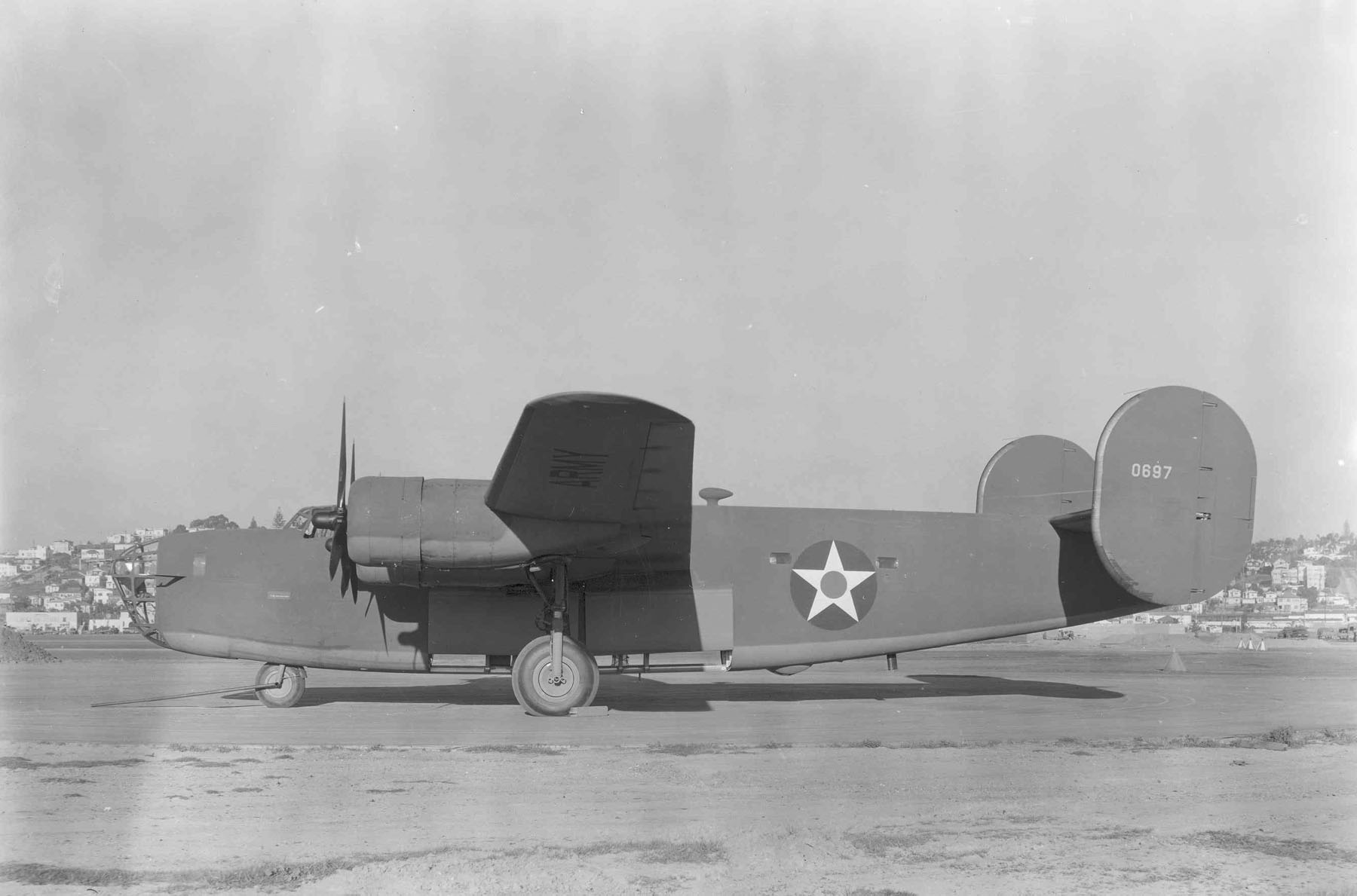
YB-24

1942년에 실용화되어, 태평양 전선에는 1942년 11월에 오스트레일리아에 배치되어 그때까지 사용되어 온 B-17 플라잉 포트리스를 대신해 주력 폭격기로서 운용을 개시한다. B-29 슈퍼포트리스의 투입까지 태평양 전선에서의 주력으로 활약했다. 일본 본토 공습에도 참가했다.
무장이나 제조한 회사 등에서 E형, G형, H형, J형으로 나뉜다. G형의 도중부터 기수에 회전총좌가 장착되고 인상이 일변했다. 제조는 콘솔리데이티드의 샌디에이고 공장 및 포트워스 공장, 더글라스의 털사 공장, 포드의 위 로란 공장, 노스 아메리칸에서 만들어졌다.
L형 및 M형은 경량형이 된다.
또, B-24를 수송기로 개수한 C-87 리버레이터 익스프레스도 개발되었다. C-87은 지금까지의 C-47 쌍발 수송기보다 뛰어난 성능을 나타내, 미국 공군이나 영국 공군에서 운용되었다.
B-24의 생산수는 미국 육군 항공대 전용으로서는 최다인 18,431기가 종전 직전까지 생산되었다. 또 해군 전용으로도 1,000기 가까이 제조되어 모두 약 19,000기 가까이가 생산되었다.

## 라이벌 B-17과의 비교

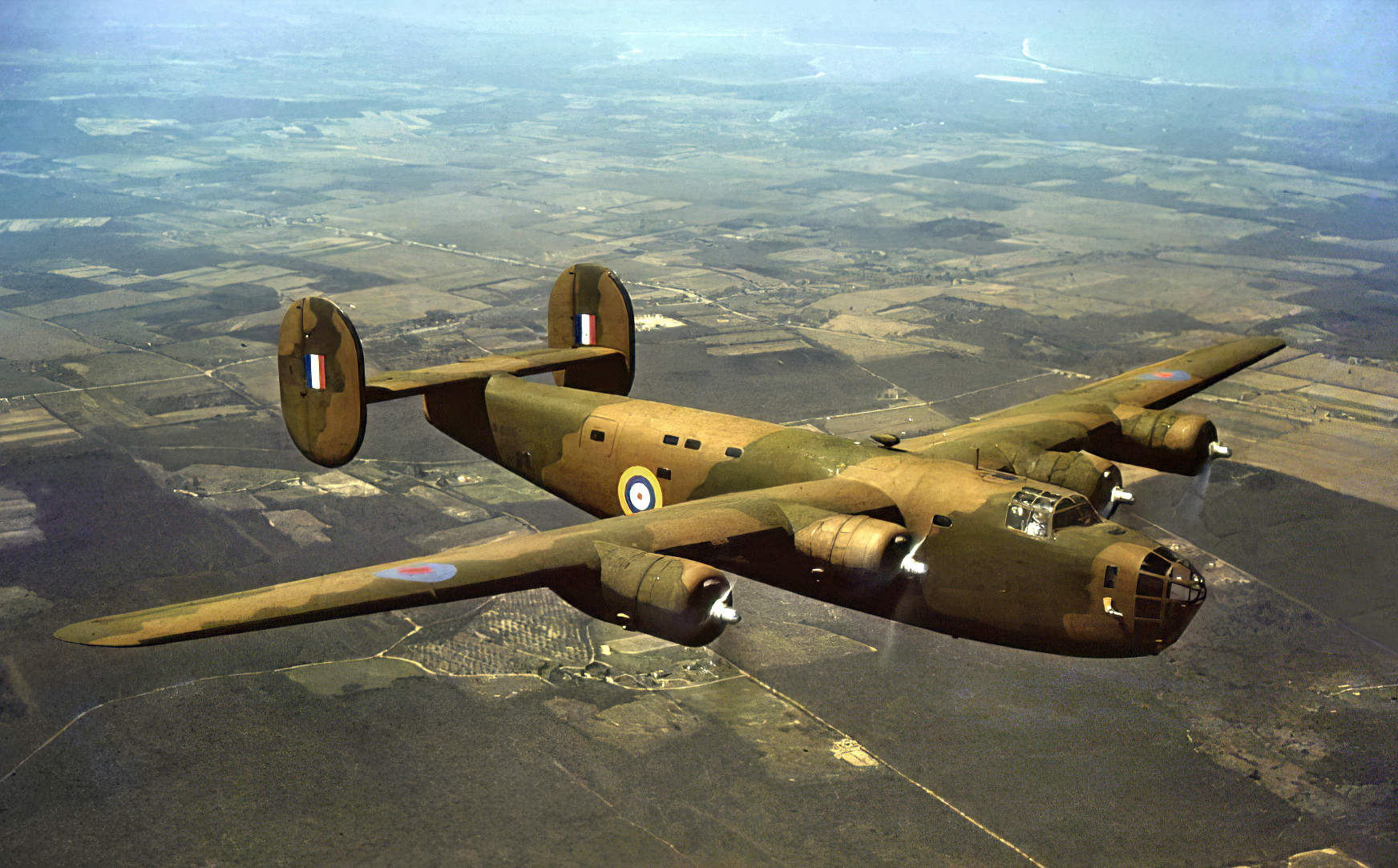
영국 공군의 B-24

라이벌기가 된 B-17 플라잉 포트리스와 비교해서 설계연도가 새로운 일에 의해 최대 속도, 항속거리, 폭탄 적재량 모두가 웃돌고 있었다. 그러나, 총탄이 기체에 맞으면 안정성 유지에 어려움이 있는, 비행 고도가 B-17보다 낮은 등의 약점이 있었다.
또, 날개의 가로 세로의 비가 너무 높은 주 날개가 피탄시에 접하기 쉬운 문제, 셔터식의 폭탄창 문이 구조적으로 약해, 승무원이 실수로 부숴 버리는 일조차 있었다. 특히 불시착수시에 폭탄창 문이 파손되어 기체가 한순간에 수몰, 승무원 전원이 익사해 버리는 치명적 결함이 있어, B-17에 비해 취약하여 운용측의 평가는 좋지 않았다.
반면, B-24는 영국 공군에서 인상이 좋았다. 이것은 초기형인 B-17의 저성능에 실망한 경험으로부터 B-17에 대해서 좋은 인상을 가지고 있지 않았기 때문에, B-17보다 B-24를 갖고 싶어했다고 전해지고 있다. 또, 영국 공군의 중폭격기에 대한 생각은 「어쨌든 대량의 폭탄을, 조금이라도 멀리」라고 하는 폭탄 운반 능력 중시의 자세도 관계가 있었다. B-24는 B-17에 비하면 폭탄창이 크고, 성격적으로 아브로 랭카스터를 닮아 있었다.
덧붙여 「B-24는 주로 태평양 전선에 배치되어 유럽 전선에는 B-17을 배치하고 있었다」라고 하는 문장이 많지만, 이것은 잘못이며, B-24의 배치처도 압도적으로 유럽 전선이 다수이다.
인기에 대해서도 B-17이 높다. 이유로서 유럽 전선에서의 B-17의 활약이나, 외형의 인상 등이 있다. 반면, B-24는 범용성이 높기 때문에 생산수에서는 B-17을 웃돌았다.

## 같이 보기
- 아브로 랭커스터
- 보잉 B-17 플라잉 포트리스
- 쇼트 스털링